# Castrica sordidior
Castrica sordidior là một loài bướm đêm thuộc phân họ Arctiinae, họ Erebidae.